# Bana, Balé
Bana  là một tổng Balé (tỉnh) ở phía nam Burkina Faso. Thủ phủ là thị xã Bana. Theo điều tra dân số năm 1996, tổng này có dân số 12.299 người.

## Các thị xã và làng xã
Các thị xã và làng xã và dân số các tổng như sau:

- Bana	(2 769 dân) (thủ phủ)
- Bassana	(918 dân)
- Bissa	(357 dân)
- Danou	(1 311 dân)
- Fofina	(189 dân)
- Ouona	(3 170 dân)
- Sienkoro	(485 dân)
- Solonso	(635 dân)
- Somona	(428 dân)
- Yona	(2 037 dân)